# 7367 Джотто
7367 Джо́тто (7367 Giotto) — астероїд головного поясу, відкритий 26 березня 1971 року.
Тіссеранів параметр щодо Юпітера — 3,183.